# Щирба Василь
Щирба Василь (псевдо: «Підкова» ? 1914  с.Нове Село, Любачівський повіт,   — лютий 1947, там же) —  військовий діяч, командир 2-ї чоти сотні «Месники-3» куреня «Месники», сотенний сотні «Месники-1» ТВ-27 «Бастіон» ВО-6 «Сян».

## Життєпис
У 1938 році вступив в ОУН, організовував підпільної сітку ОУН-УПА на терені Любачівщини. 
З весни 1944 року влився в УПА, командир 3-ї чоти сотні «Месники-1», а з 2 лютого 1946 р., після поранення Михайла Уханя-«Бойка», — командир сотні.
З березня 1946 року після невдалого бою на присілку Заставні, Ярославського повіту,  переведений командиром 1-ї чоти у сотню «Месники-3». 
У лютому 1947 року загинув від розриву власної гранати при викритті криївки у Новому Селі солдатами ВП.